# Star Wars: The Bad Batch
Star Wars: The Bad Batch és una sèrie d'animació creada per Dave Filoni per al servei de streaming Disney+. Forma part de la franquícia Star Wars, actuant com una seqüela la sèrie Star Wars: The Clone Wars. The Bad Batch està produït per Lucasfilm Animation, amb Jennifer Corbett com a guionista principal i Brad Rau com a director supervisor.
La Clone Force 99, també conegut com el Bad Batch, un grup de soldats clons d'elit amb mutacions genètiques que es van introduir per primera vegada a Star Wars: The Clone Wars, s'enfronten a missions agosarades després de les Guerres Clon. A diferència de la majoria de l'exèrcit clon, la major part del Bad Batch va ser capaç de resistir la influència de l'Ordre 66, que va convertir els seus germans en esclaus obedients de l'emperador Palpatine. En fer-ho, es converteixen en fugitius de l'Imperi Galàctic, mentre que el Gran Moff Tarkin comença a eliminar gradualment l'ús de clons a favor dels humans habituals com a reclutes.
La primera temporada de Star Wars: The Bad Batch es va estrenar el 4 de maig de 2021 i va durar 16 episodis fins al 13 d'agost. Va rebre crítiques positives de la crítica. Una segona temporada, també formada per 16 episodis, es va estrenar el 4 de gener de 2023 i va concloure el 29 de març.

## Repartiment
- Dee Bradley Baker com a tots els membres del Bad Batch: Un equip de soldats clons d'elit també conegut com a Clone Force 99, format per Hunter, Wrecker, Tech, Crosshair i Echo. El creador de La guerra de les galàxies, George Lucas, volia que el Bad Batch fos més únic que altres clons, amb cadascun d'ells amb habilitats especials, però no volia que fossin superherois. Baker també dona veu a la resta de clons de la sèrie, inclosos Cut Lawquane, Rex, Howzer, Gregor, Wilco i el comandant Cody.
- Michelle Ang com a Omega: Una jove clon femenina que treballa com a assistent mèdica a Kamino. És una rèplica sense modificar de Jango Fett, però genèticament es desvia de les plantilles de clons estàndard i, per tant, sent una mena de parentiu amb el Bad Batch.
- Ben Diskin com AZI-3: un droide mèdic a Kamino.
- Bob Bergen com a Lama Su: el primer ministre de Kamino.
- Gwendoline Yeo com a Nala Se: la científica Kaminoana encarregada del procés de clonació.
- Noshir Dalal com a vicealmirall Rampart: un oficial imperial responsable del nou sistema de registre de codi de cadena i dels reclutaments de l'exèrcit imperial.
- Rhea Perlman com a Cid: una Trandoshana i antiga informador Jedi que proporciona treball mercenari al Bad Batch.
- Dahéli Hall com a ES-04: un soldat d'esquadra d'elit imperial.
- Tina Huang com a ES-02: una tropa d'esquadra d'elit imperial.
- Ness Bautista com a ES-03: un soldat d'esquadra d'elit imperial.